# توجيه إطار النفايات
توجيه إطار النفايات (بالإنجليزية: Waste framework directive)‏ ويُعرف اختصاراً بـ WFD،  هو توصية من الاتحاد الأوروبي المُشرعة في تاريخ 17 يونيو 2008. تحدد المذكرة التوجيهية، رقم 98 لسنة 2008 للاتحاد الأوروبي (2008/98/EC) بشأن النفايات، المفاهيم والتعاريف الأساسية المتعلقة بإدارة النفايات، مثل تعريف النفايات والتدوير والاستعادة.